# Искра (волейбольный клуб, Одинцово)
«Искра» (Одинцово) — бывший советский и российский мужской волейбольный клуб. Основан в 1979 году, цвета красно-сине-белые. Прежние названия команды: «СКА-Московская область» (1979—1981), «Искра-РВСН» (1994—2001), «Искра-Подмосковье» (2015—2016), «Подмосковье» (2016—2018). Перед началом сезона 2023/2024 команда прекратила своё существование.

## История

### Советский период
Волейбольный клуб из Одинцово был создан по инициативе главкома Ракетных войск стратегического назначения маршала В. Ф. Толубко в 1979 году. В первый состав клуба были собраны волейболисты, служившие в Вооружённых Силах, но по разным причинам не попавшие в ЦСКА. В команду приглашались игроки уровня не ниже кандидатов в мастера спорта, первым тренером стал Виктор Николаевич Борщ. Изначально клуб имел название «СКА-Московская область».
В высшей лиге чемпионата СССР «Искра» дебютировала в 1981 году и заняла 6-е место. Первые успехи к клубу пришли в середине 1980-х годов: «Искра» дважды побеждала в Кубке СССР. Ведущими игроками команды в этот период были Сергей Алексеев, Степан Вартанян, Валерий Волошко, Олег Дмитренко, Николай Кубельник. Высшим достижением в чемпионатах СССР является 4-е место в сезонах 1986/87 и 1988/89 годов, а в 1992 году команда завоевала серебряные медали Открытого чемпионата СНГ.
За сборную СССР выступали игроки «Искры» Олег Кряков, Игорь Наумов, Сергей Кукарцев, здесь начиналась игровая карьера Андрея Кузнецова и тренерская Владимира Кондры.

### Самые стабильные
В российский период «Искра» завоевала репутацию самого стабильного коллектива. До 2013 года подмосковная команда выступала во всех чемпионатах Суперлиги (до 1994 года — высшей лиги), причём в период с 1992 по 2009 год ни разу не опустилась ниже 5-го места в турнирной таблице, но при этом также ни разу не смогла выиграть золотые медали.
В конце 1990-х команда из Одинцова под руководством Сергея Цветнова прочно утвердилась на верхних этажах турнирной таблицы: в 1999—2001 годах ракетчики три раза подряд становились бронзовыми призёрами чемпионатов России, а в первенстве-2002/03, проводившемся по круговой системе, стали вторыми вслед за «Локомотивом-Белогорьем».
Этот успех позволил подмосковной команде принять участие в самом престижном клубном турнире Европы — Лиге чемпионов. Потерпев лишь одно поражение в группе от французского «Тура», разгромив в 1/4 финала бельгийский «Нолико», «Искра» вышла в «Финал четырёх» Лиги, проходивший в Белгороде. Выиграв полуфинал у греческого «Ираклиса» со счётом 3:0, одинцовцы в финале встретились с «Локомотивом-Белогорьем». Конечно, шансов обыграть белгородский суперклуб в тот вечер у команды Сергея Цветнова не было, но и серебряные медали в первой для команды Лиге чемпионов можно считать серьёзным достижением.
В следующих двух сезонах «Искра» осталась без медалей чемпионатов России — на пути к ним подмосковную команду дважды остановило казанское «Динамо»: в 2004 году уже в четвертьфинале, а в 2005-м в серии за бронзу. Затем было два «бронзовых» сезона, когда «Искра» уступала в полуфинальных сериях своим самым неудобным соперникам: «Локомотиву-Белогорью» в 2006 году и «Динамо-Таттрансгаз» в 2007-м.
В 2002 году в Одинцове «Искра» впервые выиграла Кубок России, а в 2003—2009 годах являлась неизменным участником «Финалов четырёх» Кубка — кроме одинцовцев, подобной стабильностью может похвастаться только московское «Динамо». В истории подмосковного клуба, помимо финала Лиги чемпионов-2003/04, есть несколько медалей Кубка CEV и Кубке Top Teams. Непреодолимым препятствием на подступах к титулам каждый раз становились соперники из Италии.
За сборную России выступали игроки «Искры» Алексей Казаков, Валерий Горюшев, Александр Березин, Павел Абрамов, Владимир Мельник, Алексей Кулешов, Сергей Хорошев, Михаил Бекетов и другие.

### «Сборная мира»
К чемпионату России-2007/08 «Искра» подходила в ранге фаворита турнира. В межсезонье одинцовский клуб сотворил настоящую сенсацию на трансферном рынке, подписав контракт с Жибой — олимпийским чемпионом 2004 года, двукратным чемпионом мира и победителем множества других крупных международных турниров в составе сборной Бразилии. Компанию ему составили лучший диагональный последнего розыгрыша Лиги чемпионов Йохен Шёпс из «Фридрихсхафена», серебряные призёры чемпионата Европы-2007 Алексей Кулешов и Алексей Вербов, ранее выступавшие за «Динамо» и «Локомотив-Белогорье» соответственно. Сергея Цветнова на посту главного тренера сменил олимпийский чемпион Сиднея-2000 серб Зоран Гаич, в 2005—2006 годах тренировавший сборную России. Полностью ожидания болельщиков и специалистов «Искра» в том сезоне не оправдала — одинцовцы не смогли взять ни Кубок России, проиграв полуфинал столичному «Динамо», ни золото национального чемпионата, уступив этому же сопернику в суперфинальной серии. Ещё раньше, в середине декабря, был поставлен крест на надеждах «Искры» выиграть еврокубок — по результатам матчей 1/8 финала Кубка CEV подмосковный коллектив пропустил дальше польскую «Ченстохову».
В преддверии сезона-2008/09 команду покинули Сергей Хорошев, Тарас Хтей (оба перешли в «Локомотив-Белогорье») и Михаил Бекетов, выступавший за одинцовскую команду в течение 14 сезонов и впервые в карьере сменивший клуб. «Искру» пополнили Евгений Матковский из «Урала» и блокирующий Андрей Егорчев из казанского «Зенита». К богатой коллекции медалей одинцовского клуба, который в эти два сезона часто называли «сборной мира», добавились ещё три и, увы, вновь не золотые — команда Зорана Гаича стала финалистом Кубка и чемпионата России, а также заняла третье место в розыгрыше Лиги чемпионов. Третье десятилетие своего существования «Искра» завершила, так и не выиграв ни одного большого турнира.

### Отступление

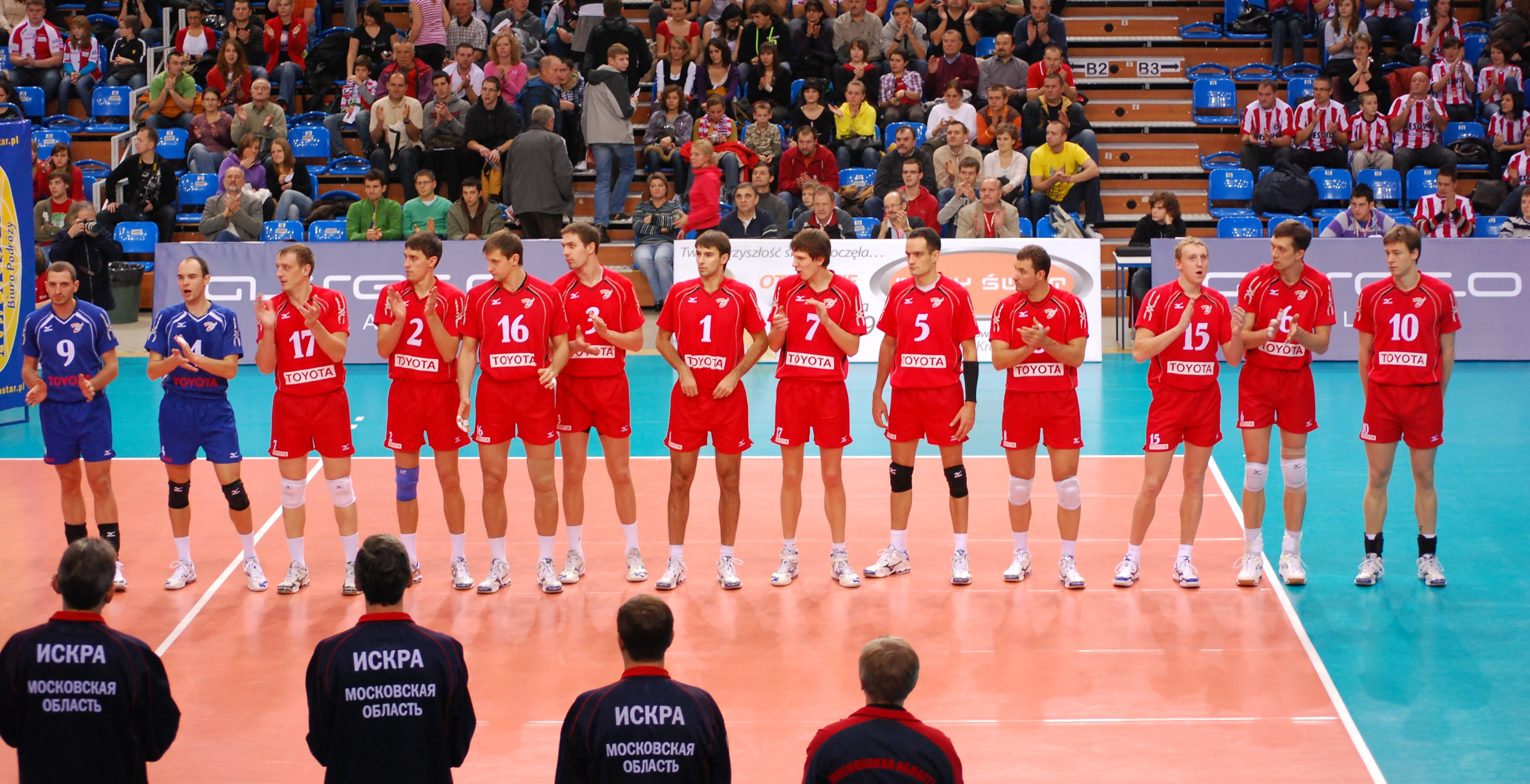
20 ноября 2009 года. Жешув. «Искра» перед товарищеской игрой с местной «Ресовией». Слева направо: Артём Ермаков, Дмитрий Ковыряев, Сергей Макаров, Антон Мысин, Антон Асташенков, Павел Круглов, Денис Калинин, Сергей Рохин, Лео Минейро, Роман Архипов, Алексей Спиридонов, Алексей Кулешов, Йохен Шёпс

Перед началом сезона 2009/10 годов у «Искры» сменился главный тренер — после ухода Зорана Гаича в «Урал» команду вновь возглавил Сергей Цветнов. Радикально изменился состав команды, который покинули Жиба, Павел Абрамов, Алексей Вербов, Евгений Матковский, поменялись оба связующих: вместо Александра Бутько и Олега Самсонычева пришли Роман Архипов и Сергей Макаров. Только во время ноябрьской паузы в чемпионате «Искра» смогла подписать контракт со вторым легионером, которым стал бразилец Лео Минейро. Новичками подмосковной команды также стали Павел Круглов и либеро Артём Ермаков.
«Искра» долгое время входила в лидирующую группу в чемпионате России, но на финише растеряла много очков, не смогла заработать преимущество своей площадки для серий плей-офф и в четвертьфинале проиграла новосибирскому «Локомотиву». Итоговое 6-е место стало худшим на тот момент результатом клуба в российской истории. В финале Кубка CEV обновлённая «Искра» в равной борьбе уступила итальянскому «Кунео».
Сезон 2010/11 годов «Искра» проводила под руководством итальянского тренера Роберто Сантилли, в команду вернулись Павел Абрамов и Алексей Вербов, был подписан контракт с доигровщиком сборной Франции Гийомом Самика. Команда из Одинцова стала победителем предварительного этапа чемпионата России, причём на лидирующую позицию вышла только после заключительного тура. Однако в четвертьфинальной серии плей-офф «Искра» проиграла восьмой команде регулярного чемпионата — краснодарскому «Динамо» и во второй раз подряд осталась без медалей и путёвки в еврокубки.
По окончании Открытого чемпионата России-2011/12, в котором «Искра» выиграла бронзовые медали, руководство клуба продлило соглашение с тренером Роберто Сантилли и подписало контракты с двумя новыми легионерами: вместо бельгийского связующего Франка Депестеля был приглашён бразилец Рафаэл Редвиц, а вместо лидера сборной Германии, диагонального Йохена Шёпса, игравшего в составе «Искры» на протяжении пяти лет, — канадец Гэвин Шмитт, обладатель мирового рекорда по результативности за игру.
В сезоне-2012/13 «Искра» не смогла выйти в финальный этап Кубка России, выбыла из очередного розыгрыша Кубка Европейской конфедерации волейбола, уступив в 3-м круге будущему чемпиону «Халкбанку» из Анкары, а лишившись нескольких ключевых игроков, в том числе основного связующего Рафаэла Редвица и диагонального Романа Яковлева, не нашла им равноценной замены — в период дозаявок в команду были приглашены малоизвестный связующий Валентин Стрильчук и доигровщик Элви Контрерас. После отставки главного тренера Роберто Сантилли, ссылавшегося на финансовые трудности клуба, подмосковные волейболисты под руководством бывшего помощника Сантилли Томазо Тотоло завершили предварительный этап чемпионата России тремя победами подряд, в том числе обыграли лидировавшую в Красной группе «Губернию», но 1/8 финала уступили «Газпрому-Югре», а затем, расставшись также с Гэвином Шмиттом, не смогли добиться успеха в турнире за 9—14-е места и впервые покинули российскую Суперлигу.
В октябре 2013 года «Искра» стартовала в первенстве высшей лиге «А», не погасив полностью задолженности перед своими бывшими игроками. Новым главным тренером команды стал Владимир Хроменков. С 2014 года подмосковный клуб превратился в государственную организацию, был урезан клубный бюджет и до начала второго круга первенства высшей лиги «А» «Искру» покинули шесть волейболистов, вследствие чего команда, занимавшая после 20 матчей 4-е место, спустилась в середину турнирной таблицы, а по итогам турнира стала восьмой. Падение на этом не завершилось — со старта следующего сезона «Искра» оказалась на последнем месте и за три тура до конца чемпионата потеряла шансы на сохранение прописки в высшей лиге «А». Не помогло ни возвращение по ходу первенства Сергея Хорошева, принявшего решение возобновить карьеру ради спасения клуба, в котором он ранее провёл шесть сезонов, ни новое появление на тренерском посту Сергея Цветнова.
С осени 2015 года команда выступала в высшей лиге «Б». Вместе с молодыми волейболистами цвета «Искры-Подмосковья» в сезоне-2015/16 защищал опытный доигровщик Александр Березин, а перед началом следующего чемпионата состав команды пополнил диагональный Михаил Бекетов. В течение следующих двух сезонов подмосковная команда неизменно входила в состав призёров высшей лиги «Б», завоевав серебряные и бронзовые награды.
18 июня 2018 года решением Президиума Всероссийской федерации волейбола команда включена в высшую лигу «А» под своим историческим названием «Искра». В прошедшем сезоне команда играла в высшей лиге «Б» под названием «Подмосковье», заняла третье место и получила право на повышение в классе после расширения высшей лиги «А» до 14 клубов. Состав команды обновился более, чем на 80 %, а главным тренером стал многолетний капитан и игрок «Искры» Михаил Бекетов. Вернувшись во второй по силе дивизион, «Искра» завершила сезон 2018/19 на 12-й позиции, а в последующих занимала места в середине турнирной таблицы.
Летом 2023 года по решению Министерства спорта Московской области клуб был расформирован.

## Результаты выступлений

### Чемпионат СССР
| - 1979/80 — первая лига, 5-е место - 1980/81 — первая лига, 1-е место - 1982 — высшая лига, 6-е место - 1982/83 — высшая лига, 8-е место - 1983/84 — высшая лига, 5-е место | - 1984/85 — высшая лига, 8-е место - 1985/86 — высшая лига, 5-е место - 1986/87 — высшая лига, 4-е место - 1987/88 — высшая лига, 10-е место - 1988/89 — высшая лига, 4-е место | - 1989/90 — высшая лига, 6-е место - 1990/91 — высшая лига, 7-е место Открытый чемпионат СНГ - 1991/92 — высшая лига, 2-е место |

### Чемпионат России
| Сезон   | Лига                  | Место | И  | В  | П  | С/П    | Главный тренер                    |
| ------- | --------------------- | ----- | -- | -- | -- | ------ | --------------------------------- |
| 1992    |                       | 5-е   | 6  | 2  | 4  | 7:14   | Сергей Цветнов                    |
| 1992/93 | Высшая лига (I)       | 5-е   | 26 | 14 | 12 | 47:49  | Сергей Цветнов                    |
| 1993/94 | Высшая лига (I)       | 2-е   | 26 | 22 | 4  | 68:26  | Сергей Цветнов                    |
| 1994/95 | Высшая лига (I)       | 5-е   | 26 | 14 | 12 | 55:43  | Сергей Цветнов                    |
| 1995/96 | Суперлига (I)         | 5-е   | 33 | 16 | 17 | 63:62  | Сергей Цветнов                    |
| 1996/97 | Суперлига (I)         | 5-е   | 34 | 17 | 17 | 62:67  | Сергей Цветнов                    |
| 1997/98 | Суперлига «А» (I)     | 4-е   | 34 | 17 | 17 | 68:59  | Сергей Цветнов                    |
| 1998/99 | Суперлига «А» (I)     | 3-е   | 20 | 12 | 8  | 42:43  | Сергей Цветнов                    |
| 1999/00 | Суперлига (I)         | 3-е   | 34 | 19 | 15 | 71:59  | Сергей Цветнов                    |
| 2000/01 | Суперлига (I)         | 3-е   | 46 | 30 | 16 | 102:72 | Сергей Цветнов                    |
| 2001/02 | Суперлига (I)         | 5-е   | 44 | 21 | 23 | 79:84  | Сергей Цветнов                    |
| 2002/03 | Суперлига (I)         | 2-е   | 44 | 34 | 10 | 116:46 | Сергей Цветнов                    |
| 2003/04 | Суперлига (I)         | 5-е   | 33 | 22 | 11 | 79:53  | Сергей Цветнов                    |
| 2004/05 | Суперлига (I)         | 4-е   | 34 | 21 | 13 | 77:57  | Сергей Цветнов                    |
| 2005/06 | Суперлига (I)         | 3-е   | 34 | 23 | 11 | 83:57  | Сергей Цветнов                    |
| 2006/07 | Суперлига (I)         | 3-е   | 23 | 16 | 7  | 52:28  | Сергей Цветнов                    |
| 2007/08 | Суперлига (I)         | 2-е   | 26 | 20 | 6  | 66:29  | Зоран Гаич                        |
| 2008/09 | Суперлига (I)         | 2-е   | 32 | 21 | 11 | 76:52  | Зоран Гаич                        |
| 2009/10 | Суперлига (I)         | 6-е   | 25 | 13 | 12 | 48:47  | Сергей Цветнов                    |
| 2010/11 | Суперлига (I)         | 5-е   | 26 | 19 | 7  | 63:38  | Роберто Сантилли                  |
| 2011/12 | Суперлига (I)         | 3-е   | 23 | 16 | 7  | 53:27  | Роберто Сантилли                  |
| 2012/13 | Суперлига (I)         | 14-е  | 34 | 14 | 20 | 61:72  | Роберто Сантилли, Томазо Тотоло   |
| 2013/14 | Высшая лига «А» (II)  | 8-е   | 44 | 16 | 28 | 67:96  | Владимир Хроменков                |
| 2014/15 | Высшая лига «А» (II)  | 12-е  | 44 | 6  | 38 | 36:123 | Александр Смирнов, Сергей Цветнов |
| 2015/16 | Высшая лига «Б» (III) | 9-е   | 33 | 11 | 22 | 54:77  | Сергей Алексеев                   |
| 2016/17 | Высшая лига «Б» (III) | 2-е   | 38 | 31 | 7  | 101:37 | Сергей Алексеев                   |
| 2016/17 | Переходный турнир     | 4-е   | 6  | 1  | 5  | 5:16   | Сергей Алексеев                   |
| 2017/18 | Высшая лига «Б» (III) | 3-е   | 42 | 34 | 8  | 112:41 | Сергей Алексеев                   |
| 2018/19 | Высшая лига «А» (II)  | 12-е  | 48 | 16 | 32 | 76:112 | Михаил Бекетов                    |
| 2019/20 | Высшая лига «А» (II)  | 8-е   | 26 | 14 | 12 | 50:52  | Михаил Бекетов                    |
| 2020/21 | Высшая лига «А» (II)  | 5-е   | 31 | 17 | 14 | 64:52  | Михаил Бекетов                    |
| 2021/22 | Высшая лига «А» (II)  | 8-е   | 44 | 17 | 27 | 75:94  | Михаил Бекетов                    |
| 2022/23 | Высшая лига «А» (II)  | 11-е  | 44 | 19 | 25 | 77:91  | Михаил Бекетов                    |

### Еврокубки
| Сезон   | Результат                   | И  | В | П | С/П   | Главный тренер   |
| ------- | --------------------------- | -- | - | - | ----- | ---------------- |
| 1994/95 | 1/8 финала Кубка Кубков     | 4  | 3 | 1 | 9:7   | Сергей Цветнов   |
| 1998/99 | 1/8 финала Кубка CEV        | 7  | 5 | 2 | 16:8  | Сергей Цветнов   |
| 1999/00 | 1/8 финала Кубка CEV        | 5  | 4 | 1 | 12:4  | Сергей Цветнов   |
| 2000/01 | 1/8 финала Кубка CEV        | 5  | 3 | 2 | 12:10 | Сергей Цветнов   |
| 2001/02 | 1/4 финала Кубка CEV        | 7  | 5 | 2 | 16:9  | Сергей Цветнов   |
| 2002/03 | 3-е место в Кубке CEV       | 9  | 8 | 1 | 26:7  | Сергей Цветнов   |
| 2003/04 | 2-е место в Лиге чемпионов  | 10 | 8 | 2 | 25:10 | Сергей Цветнов   |
| 2004/05 | 1/4 финала Кубка CEV        | 7  | 6 | 1 | 18:8  | Сергей Цветнов   |
| 2005/06 | 2-е место в Кубке CEV       | 9  | 7 | 2 | 23:9  | Сергей Цветнов   |
| 2006/07 | 3-е место в Кубке Top Teams | 6  | 4 | 2 | 15:9  | Сергей Цветнов   |
| 2007/08 | 1/8 финала Кубка CEV        | 4  | 3 | 1 | 10:4  | Зоран Гаич       |
| 2008/09 | 3-е место в Лиге чемпионов  | 12 | 8 | 4 | 28:18 | Зоран Гаич       |
| 2009/10 | 2-е место в Кубке CEV       | 10 | 9 | 1 | 28:10 | Сергей Цветнов   |
| 2012/13 | 1/4 финала Кубка CEV        | 6  | 4 | 2 | 13:7  | Роберто Сантилли |

## Достижения
- Серебряный призёр чемпионата СНГ — 1991/92.
- Серебряный призёр чемпионата России — 1993/94, 2002/03, 2007/08, 2008/09.
- Бронзовый призёр чемпионата России — 1998/99, 1999/00, 2000/01, 2005/06, 2006/07, 2011/12.
- Победитель Кубка СССР — 1986, 1987.
- Бронзовый призёр Кубка СССР — 1982, 1991.
- Победитель Кубка России — 2002.
- Серебряный призёр Кубка России — 1993, 1997, 2005, 2008.
- Бронзовый призёр Кубка России — 1994, 1999, 2000, 2001, 2004, 2006, 2007, 2011.
- Финалист Лиги чемпионов — 2003/04, бронзовый призёр — 2008/09.
- Финалист Кубка Европейской конфедерации волейбола — 2005/06, 2009/10, бронзовый призёр — 2002/03.
- Бронзовый призёр Кубка Top Teams — 2006/07.

## Состав в сезоне-2022/23
| №                       | Имя                     | Год рождения            | Рост                    |                         |                         |
| Центральные блокирующие | Центральные блокирующие | Центральные блокирующие | Центральные блокирующие | Центральные блокирующие | Центральные блокирующие |
| ----------------------- | ----------------------- | ----------------------- | ----------------------- | ----------------------- | ----------------------- |
| 1                       | Александр Погонин       | 1999                    | 210                     |                         |                         |
| 5                       | Александр Паршин        | 1998                    | 205                     |                         |                         |
| 8                       | Даниил Савоста          | 2001                    | 195                     |                         |                         |
| Связующие               |                         |                         |                         |                         |                         |
| 4                       | Павел Усейнов           | 2003                    | 188                     |                         |                         |
| 21                      | Борис Фирсов            | 1995                    | 205                     |                         |                         |
| Диагональные            |                         |                         |                         |                         |                         |
| 9                       | Владимир Сонин          | 1995                    | 200                     |                         |                         |

| №                                 | Имя              | Год рождения | Рост        |             |             |
| Доигровщики                       | Доигровщики      | Доигровщики  | Доигровщики | Доигровщики | Доигровщики |
| --------------------------------- | ---------------- | ------------ | ----------- | ----------- | ----------- |
| 7                                 | Дмитрий Бабин    | 1996         | 191         |             |             |
| 10                                | Илья Шуляк       | 2001         | 190         |             |             |
| 12                                | Денис Привалов   | 1996         | 198         |             |             |
| 20                                | Кирилл Моторыгин | 2003         | 196         |             |             |
| Либеро                            |                  |              |             |             |             |
| 6                                 | Ярослав Шалимов  | 1997         | 178         |             |             |
| Главный тренер — Михаил Бекетов   |                  |              |             |             |             |
| Старший тренер — Антон Асташенков |                  |              |             |             |             |

## Арена
С 23 декабря 2006 года свои матчи команда проводила в Волейбольном центре г. Одинцово (официальное название — Одинцовский спортивно-зрелищный комплекс) на улице Маршала Жукова, 22, который вмещает 3250 зрителей. 
Ранее домашней ареной «Искры» был одноимённый дворец спорта, находящийся напротив Волейбольного центра, вмещал 800 зрителей.